# Kurt Held

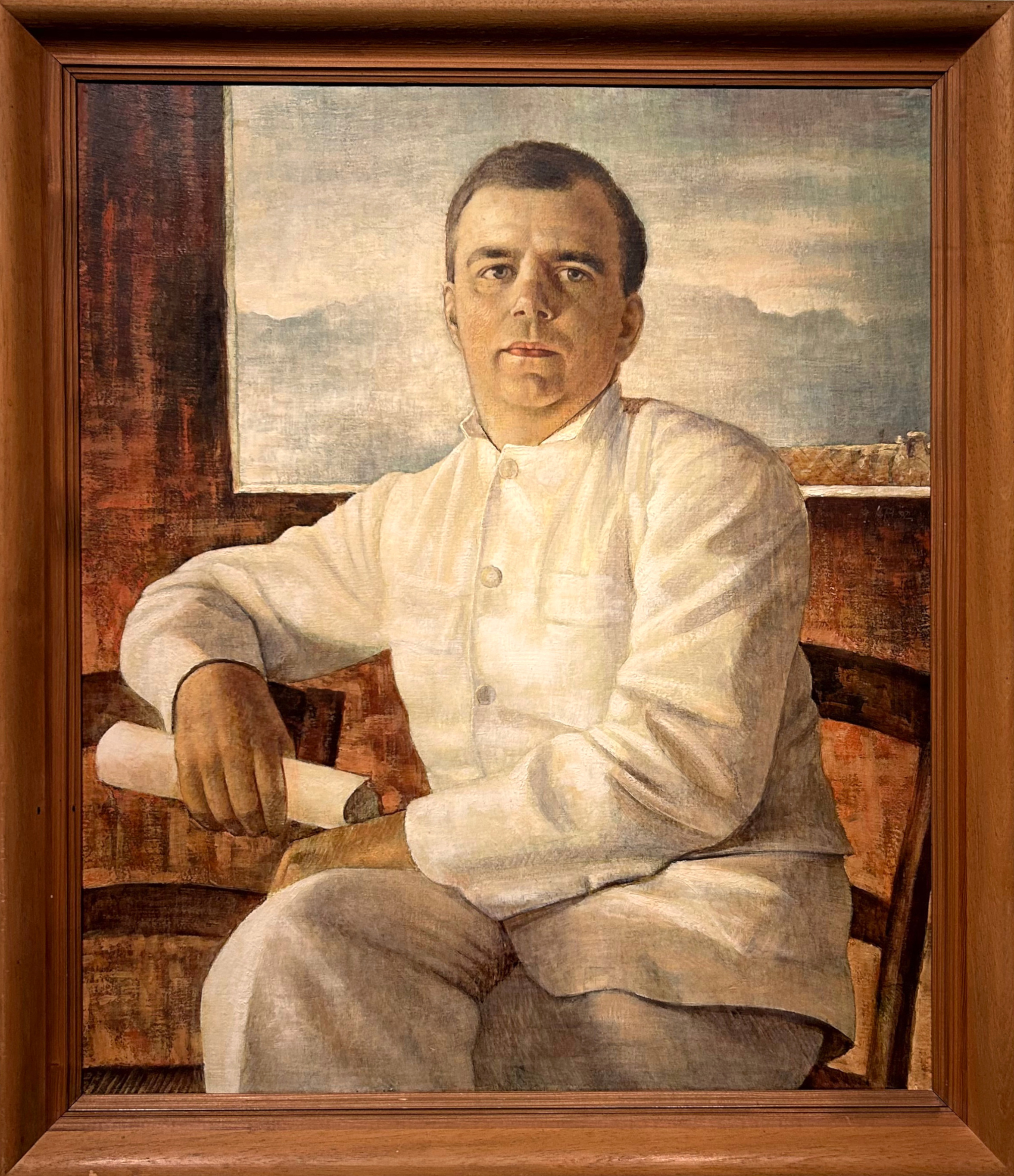
Kurt Kläber um 1930. Gemälde von Maria Braun (1896–1950)

Kurt Held (eigentlich Kurt Kläber; * 4. November 1897 in Jena; † 9. Dezember 1959 in Sorengo, Schweiz) war ein deutsch-schweizerischer Schriftsteller, der 1933 in die Schweiz emigrierte. Sein bekanntestes Werk ist das Jugendbuch Die rote Zora und ihre Bande.

## Leben

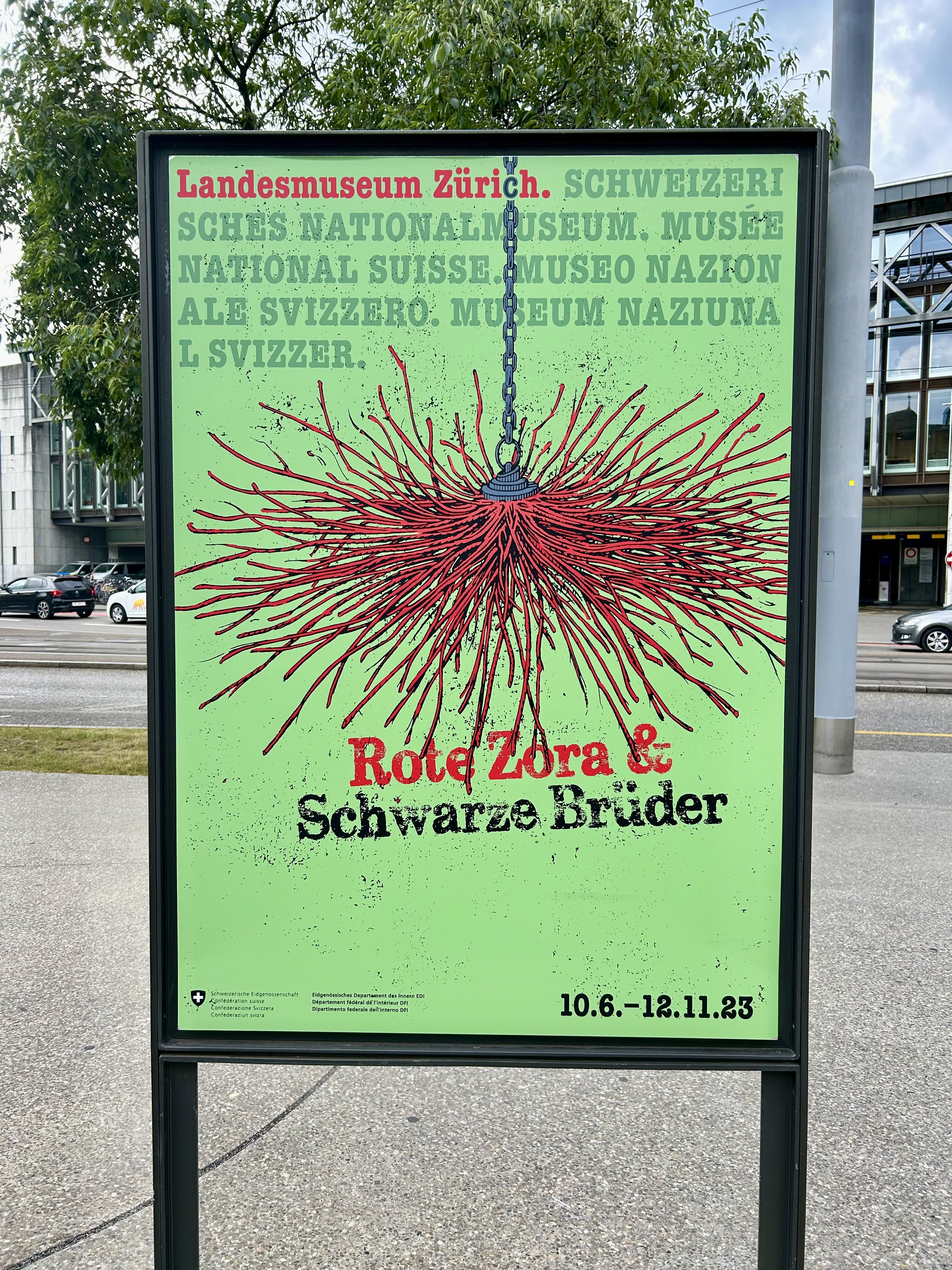
Tafel zur Ausstellung Rote Zora und Schwarze Brüder im Landesmuseum Zürich. Das Bild kombiniert Zoras rote Haare mit dem Gerät der Kaminfegerbuben.

Kurt Helds Vater war von Beruf Werkmeister. Kurt Held verließ mit 14 Jahren das Gymnasium, machte eine Lehre als Schlosser bei Zeiss, wandte sich als junger Mann zunächst der Wandervogelbewegung zu, nahm am Ersten Weltkrieg teil und wurde nach dem Krieg Mitglied des Spartakusbundes und der KPD.
Kurt Helds spätere Ehefrau schilderte ihre erste Begegnung mit dem 22-Jährigen in ihren Erinnerungen so: 

«Es war im Jahr 1919. Ich wanderte märchenerzählend durch den Thüringer Wald. In einer kleinen Stadt, Lauscha, dem Mittelpunkt der Glasbläser, traf ich eine laute Kirchweih mit vielen Buden und Wagen der Schausteller. Besonders eine Bude fesselte sofort meinen erstaunten Blick. Davor stand ein junger Bursche mit dichtem, braunem, ziemlich struppigen - oder sagen wir offen - liederlichem Haar. Es fiel ihm bei jeder Bewegung über Augen und Nase und wurde dann mit kühner Kopfbewegung nach rückwärts geworfen. Er trug nach damaliger Wandervogelart einen rostbraunen Leinenkittel mit dem freideutschen Jugendabzeichen, kniefreie schwarze Manchesterhosen, nackte Beine und Sandalen, so genannte ‹Jesuslatschen›.»
1924 heiratete er die Schriftstellerin und Märchenerzählerin Lisa Tetzner. Mit ihr zog er an verschiedene Orte in Deutschland. Er arbeitete als Bergmann im Ruhrgebiet, als Autor, Lektor und Redakteur bei diversen Zeitschriften und Verlagen. Als Mitglied des Bundes proletarisch-revolutionärer Schriftsteller war er Mitherausgeber der der KPD nahestehenden literarischen und  politischen Zeitschrift Die Linkskurve. Kläber veröffentlichte außerdem  eigene Gedichte und Romane. In Bochum war er Leiter der Arbeiterhochschule.
Noch in der Nacht des Reichstagsbrandes wurde Kläber am 28. Februar 1933 als prominenter Kommunist verhaftet, kam aber durch die Hilfe seiner Frau bald wieder frei.  Nach seiner Freilassung floh das Ehepaar mit Hilfe einer Verwandten aus einer Industriellenfamilie aus Deutschland erst in  die Tschechoslowakei und nach Paris, später nach Carona im Tessin in der Schweiz. Dort durfte Kläber nur unter der Auflage bleiben, nichts zu veröffentlichen. Das Paar lebte von den Erträgen ihrer kleinen Landwirtschaft und den Einnahmen, die Lisa Tetzner aus einem Lehrauftrag in Basel hatte. Wegen des Stalinismus brach Kläber 1938 mit der KPD. Durch die harten Bedingungen des Exils, gesundheitliche Probleme und den Verlust seiner langjährigen weltanschaulichen Basis geriet er in eine psychische Krise. Um sich zu beschäftigen, half er seiner Frau, die weiter Kinderbücher schrieb, bei ihrer Arbeit.
Bald begann er Gefallen an dieser Tätigkeit zu finden und schrieb mehrere Bücher, von denen insbesondere Die rote Zora und ihre Bande ein großer Erfolg wurde. Da Kläber Schreibverbot in Deutschland hatte, veröffentlichte er das Buch unter dem Pseudonym Kurt Held in der Schweiz. Die schriftstellerischen Erfolge brachten Tetzner und Kläber bescheidenen Wohlstand. Beide erhielten 1948 das Schweizer Bürgerrecht und lebten weiter in der Schweiz. Ende 1959 verstarb Held nach längerer Krankheit  im Spital von Sorengo.

## Künstlerisches Schaffen
Die ersten Gedichte Kläbers gelten  als expressionistisch und pazifistisch. Später war seine schriftstellerische Tätigkeit ganz durch seine kommunistische Einstellung geprägt und kann als Arbeiterliteratur bezeichnet werden. Die im Exil unter dem Namen Kurt Held entstandenen Jugendbücher zeichnen sich aus durch eine sozialkritische Haltung, das Bemühen um ein solidarisches Zusammenleben sowie durch die Thematisierung des Schicksals sozialer Außenseiter in einer jugendgemäßen Sprache.
Kurt Helds Nachlass befindet sich im Fritz-Hüser-Institut für Literatur und Kultur der Arbeitswelt in Dortmund.

## Ehrungen
1967 wurde die Grundschule Görlitzer Str. 51 in Berlin-Kreuzberg nach Kurt Held benannt. Sie wurde 2005 geschlossen.

## Werke – auszugsweise
- Neue Saat. Gedichte. Verlag der Jenaer Volksbuchhandlung , Jena 1919.

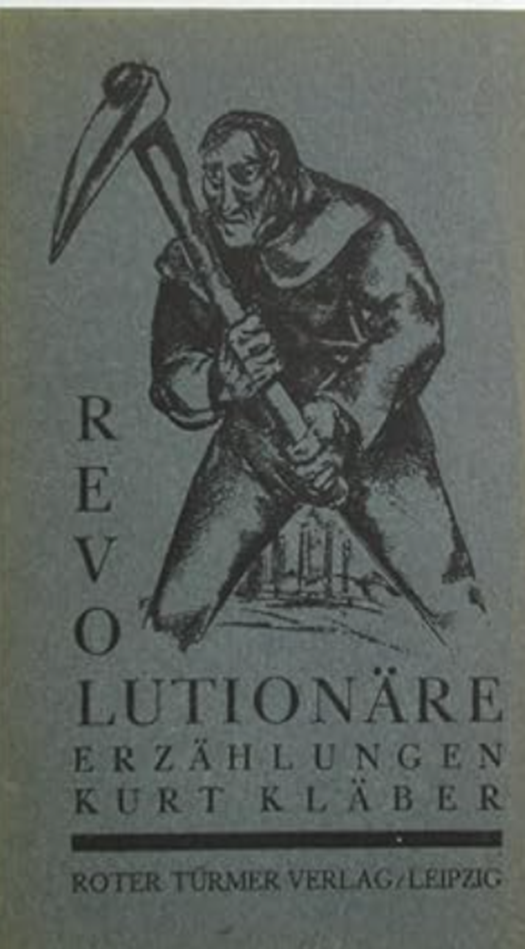
Buchumschlag 1925

- Buchumschlag 1925Revolutionäre: Erzählungen aus den Kämpfen des Proletariats 1918–1925.  Illustrationen von Maria Braun. Roter Türmer Verlag, Leipzig 1925. (als Kurt Kläber)
- Barrikaden an der Ruhr. Erzählungen aus den Kämpfen des Ruhrproletariats. Verlag der Jugendinternationale, Berlin-Schöneberg 1925; Neuauflage Verlag Roter Stern, Frankfurt 1973 (nemesis.marxists.org Auszug).
- Empörer! Empor! Gedichte, Skizzen, Reiseberichte. Verlag Der Syndikalist, Berlin 1925.
- Passagiere der III. Klasse. Roman. Internationaler Arbeiter Verlag, Berlin, 1927 (nemesis.marxists.org Auszug).
- Die Toten von Pabjanice. Erzählungen. Umschlag von Hans Leistikow. Verlagsgenossenschaft Ausländischer Arbeiter in der UdSSR, Moskau 1936.
- Die schwarzen Brüder. Zusammen mit Lisa Tetzner in 2 Bänden. Verlag Sauerländer, Aarau 1940/41.
- Die rote Zora und ihre Bande. Eine Erzählung aus Dalmatien für die Jugend. Verlag Sauerländer, Aarau 1941.
- Der Trommler von Faido. 2 Bände, Verlag Sauerländer, Aarau 1947 und 1949.
- Matthias und seine Freunde.  Textzeichnungen von Heinrich Strub. Verlag Sauerländer, Aarau 1950.
- Alles für zwanzig Rappen. Textzeichnungen von Felix Hoffmann. Verlag Sauerländer, Aarau 1951.
- Spuk in Neuhausen: Erzählung. Illustrationen von Max Schwimmer. Verlag Weiss, Berlin 1951.
- Giuseppe und Maria. 4 Bände. Verlag Sauerländer, Aarau 1955.
  1. Die Reise nach Neapel.
  2. Von Schmugglern, Zöllnern und Soldaten.
  3. Die Kinderstadt.
  4. Der Prozess.

  - Gekürzte Fassung von Hansjörg Schmitthenner in einem Band: Sauerländer Aarau, gleichzeitig bei der Büchergilde Frankfurt 1967.
- Mein Bruder Georg. Illustrationen von Kurt Wendlandt, Dein Leseheft; Heft 125, Rufer-Verlag (seit 1938 zu Bertelsmann gehörend), Gütersloh 1955.

## Ausstellungen
- Aus unserem Leben in die Freiheit. Lisa Tetzner und Kurt Kläber. Leben und Werk. Kuratiert von Wiltrud Apfeld und Cristina Rita Parau. Kulturraum die flora der Stadt Gelsenkirchen. 18. September bis 30. Oktober 2011. Wanderausstellung